# Ernst Koch (Bibliothekar)
Ernst Albert Koch (* 16. Dezember 1899 in Esperanza, Argentinien; † 13. Juli 1973 in Gronau) war ein deutscher Bibliothekar und Leiter der Bibliothek der Technischen Hochschule Dresden.

## Leben
Kochs Vater Edmund war von 1898 bis 1905 als Pastor in Argentinien tätig. In Deutschland besuchte Ernst Koch das Melanchthon-Gymnasium in Wittenberg sowie das Gymnasium in Greifswald. 1921 erfolgte seine Promotion an der
Universität Greifswald mit der lateinischen Dissertation Ciceronis carmina historica restituta atque enarrata. Anschließend wirkte er am Thesaurus linguae Latinae in München, Band VI. Bereits zum 23. März 1925 trat Koch in München der NSDAP bei (Mitgliedsnummer 130). Im Januar 1926 begann Koch seine Ausbildung für den höheren Dienst im Bibliothekswesen. Er absolvierte Volontariate in Erfurt, an der Deutschen Bücherei in Leipzig sowie an der dortigen Universitätsbibliothek. In Leipzig bestand er 1929 die Fachprüfung für Bibliothekare. Anschließend arbeitete Koch im Antiquariatsbuchhandel und als Lehrer. 1931 absolvierte er die pädagogische Staatsprüfung für das Lehramt an höheren Schulen. Ab April 1931 war er im höheren Schuldienst als Studienassessor in den Fächern Latein und Griechisch in Misdroy tätig. 1935 wurde er zum Leiter der Bibliothek der Technischen Hochschule Dresden berufen, 1942 folgte die Ernennung zum Bibliotheksrat. Von 1939 bis 1941 war Koch im Heeresdienst in einem Dresdner Lazarett tätig. 1943 erfolgte seine erneute Einberufung zum Kriegsdienst, diesmal nach Frankreich. Er geriet in französische Kriegsgefangenschaft, aus der er 1945 entlassen wurde. Von Dresden siedelte Koch noch im selben Jahr nach Schöningen im Braunschweiger Land über, 1971 verzog er nach Gronau.